# 国民革命军第三十九军
国民革命军第三十九军，曾4次组建。

## 滇军胡若愚部（第一次组建）
1927年3月，滇军胡若愚部改编为国民革命军第三十九军：
- 军长胡若愚
- 第101师，师长张凤春
- 第102师，师长张冲

1928年1月21日，蒋介石任命龙云为第13路军总指挥。龙云免去胡若愚第三十九军军长职，任命孟坤为军长。不久，孟坤宣布与龙云脱离隶属关系，再次与胡若愚、张汝骥联合，反对龙云。1928年4月2日，龙云免去孟坤第三十九军军长职，该军番号撤消。

## 皖军一部（第二次组建）
国民革命军北伐时，孙传芳“五省联军”中的皖军之安徽陆军第二混成旅马祥斌于1927年3月12日举义改编为国民革命军独立第五师，师长马祥斌，师参谋长刘和鼎，辖3个旅，驻合肥和六安。1927年4月至5月经历了惨烈的合肥守城战，对抗直鲁联军十万大军围攻。1927年6月独五师扩编为国民革命军暂编第十一军，军长马祥斌），少将参谋长刘和鼎。该军出击寿县、亳县，直鲁联军张敬尧部在阜阳投降接受改编。该军经砀山，入单县、金乡、定陶一带。北伐军受挫后，该军奉命退回亳县，张敬尧降军袁家骥教导师程占元旅8月4日发动叛乱，绑架了马祥斌（11月7日在济南被枪决），随即被马祥斌的心腹部队给堵在城里动弹不得。参谋长刘和鼎以军长生命重要为辞阻止了行动。8月5日，刘和鼎召集团以上军官商议，被公推为代理军长，电告南京，得到北伐东路军司令何应钦批复率部驻阜阳，该军所属3个师陆续脱离，刘和鼎率仅剩的4个团，奉命开赴安庆，1927年11月7日暂十一军缩编为独立第五师，辖3团，中将师长刘和鼎。后独五师编入新桂系，刘和鼎任参谋长。1927年11月独五师参加西征攻打唐生智。1928年春节进攻鄂西的川军杨森部，进驻宜昌。又奉命攻打湘军叶开鑫第四十四军，经沙市、公安、石首在澧县作战后返回宜昌。1928年4月，刘和鼎兼任鄂西清乡司令、宜昌上游国地两税总监察，掌控鄂西18个县的军政权。1928年9月13日独五师缩编为第四集团军（李宗仁）独立第二旅，辖3团，中将旅长刘和鼎。1928年12月6日独二旅改编为第4集团军（李宗仁）暂编第17师（师长为新桂系张义纯，为刘和鼎表弟，幼年读私塾同学）第49旅（辖3团），刘和鼎任中将副师长兼第49旅旅长。暂17师另辖吴新田残部。张义纯在宜昌下船上岸即被驱逐。1929年1月20日暂编第十七师改称国民革命军第五十六师，师长张义纯，刘和鼎任中将副师长兼第166旅旅长。1929年春，蒋桂战争爆发后，该师师长张义纯被中将副师长兼第166旅旅长刘和鼎和第167旅旅长刘尚志以“克扣军饷”赶走，部队在宜昌改投蒋介石，4月7日第166旅改编为独立第7旅（辖三团），刘和鼎仍任少将旅长。1929年5月3日恢复第56师，辖两旅，刘和鼎被委任师长。奉命调回皖中，改为乙种师。1929年9月刘和鼎率部乘船在厦门登岸，进驻漳州，攻占龙靖，进入龙岩境内，被粤赣闽三省会剿总指挥金汉鼎任命为闽省剿匪指挥官，被红四军第二纵队打败。1930年1月6日福建土军阀、第52师师长卢兴邦发动“一·六事变”，扣留福建省政府委员林知渊、陈乃元（民政厅长）、许显时（建设厅长）、程时煊（教育厅长）、郑宝菁（秘书长）及水上公安局长吴澍6人（另称“六委”），企图夺取全省军政大权。1930年1月31日，刘和鼎奉命率部由厦门搭乘军舰至福州。8月24日至10月27日作战打败了卢兴邦，史称“刘卢战役”。1930年10月占据了延平、建瓯等闽北地区。1930年冬，中原大战结束后蒋介石发动了对中央苏区第一次围剿，刘和鼎部编入了朱绍良的第六路军，奉命由建宁向江西石城进攻，未及交战中央红军即打破第一次围剿。1931年3月中央苏区第二次反围剿战争中，刘和鼎部奉命进驻将乐、泰宁、建宁地区，堵击红军入闽。刘和鼎率师部及2个团入驻建宁，派2个团进驻宁化和江西广昌。5月下旬广昌战斗结束后，毛泽东、朱德率领红三军团和红十二军挥师东向，5月30日下午直扑建宁县城。驻建宁的刘和鼎师猝不及防，次日红军一举攻占建宁，该师4个团被围歼，毙第336团团长汤霖，特务营营长朱瑜等2000余人，被俘第333团团长阎泽涵，334团团长李欢及团副、营长等7人以下3000多人，缴获长短枪2500支，轻重机枪12挺，山炮1门、迫击炮1门，电台2部，西药够红一方面军用半年。该师少校军医戴正华被俘后加入红三军团，1955年成为中国人民解放军开国少将。刘和鼎只身逃出回到延平。重新招募兵员，训练一年半才恢复实力。
- 师长刘和鼎
- 副师长严尔艾、陈万泰
- 参谋长汪纪成
- 直辖特务营、炮兵营、工兵营、骑兵连
- 第166旅：旅长陈万泰/蒋炎，副旅长李凤春
  - 第331团团长汤邦桢
  - 第332团团长蒋炎/孔海鲲
- 第167旅刘尚志（保定二期，歙县人），副旅长厉鼎璋
  - 第333团团长阎泽涵/甘复
  - 第334团团长李欢
- 第168旅桂振远（保定三期，金寨县人），副旅长蒋鸿
  - 第335团团长邱正华/查用钧
  - 第336团团长汤霖/田玉璠

1933年初，刘和鼎率部参加对中央苏区第四次围剿，隶属蔡廷锴的左路军，担负就地清剿任务，以策应中路军行动，固守师部所在地建瓯及延平。1933年5月19日夜，红军黎泰模范少年先锋师师长杨遇春在泰宁将石圩(现属邵武将师政委高传遴枪杀，投奔第168旅桂振远部，后送至建瓯师部，刘和鼎亲加讯问，委为师部参议，仍发往泰宁赞助桂旅剿共。1933年7月上旬，彭德怀率红军东方军入闽，分割包围了将乐、顺昌、延平3座县城，红军围攻40日未克。福建事变爆发后，刘和鼎拥蒋，12月5日被任命为“赣粤闽湘鄂剿匪军北路军第二路军第九纵队指挥官”。1933年12月27日，为镇压福建人民政府，第56师扩编为第三十九军：
- 军长刘和鼎
- 第56师师长刘和鼎兼
- 新编第11师：1936年5月缩编为独立第6旅脱离建制。

1934年1月，刘和鼎率部攻打驻延平的第十九路军第五军司徒非师的一个团。1月8日司徒非投降。1月10日刘和鼎强行把司徒非部缴械遣散。刘和鼎兼任延平警备司令。
1934年4月刘和鼎部编入南昌行营东路军第五路军第9纵队，在建阳、沙县、永安等地参加对中央苏区的第五次“围剿”。1934年10月中央红军长征后，该军对闽西苏区红军游击队进行多次的“清剿”作战，1934年11月刘和鼎兼任第九绥靖区司令，1935年1月兼任驻闽第一区绥靖司令。1935年2月刘和鼎兼任闽浙赣边区清剿司令，在浙南围剿红军。1935年12月11日刘和鼎辞师长兼职，由刘尚志继任师长，副师长厉鼎璋。1936年4月刘和鼎兼任驻闽第二区绥靖司令。1936年10月该部调防湖州。1937年3月移驻嘉兴、嘉定、平湖，监护国防工事。
1937年7月，抗战爆发后，该军由由浙江平湖开赴上海，暂辖独立第34旅，隶属第15集团军在宝山、浏河、太仓一线参加淞沪会战。11月总退却时，殿后的第三十九军损失惨重，经芜湖退至宣城竹峰铺时只剩下2个团的兵力，被第三战区前敌总指挥薛岳下令分别编补第四军和第五十九军。刘和鼎在武昌向蒋介石汇报后，蒋“大为惊愕”，表示如数补充。1938年初春，刘和鼎在湖北光化、谷城开始兵员补充。
- 军长刘和鼎
- 第56师师长劉尚志
- 第34师：1938年初拨入。师长公秉藩
- 新编第8师：师长蒋在珍

1938年4月，移防河南，隶属第一战区商震第二十集团军，担任荥阳到中牟间的河防；蒋在珍的黔军新编第8师隶属该军。6月刘和鼎兼任郑州警备司令，奉命制造黄河决堤，6月4日至7日第56师在赵口决堤未果，6月9日新8师在花园口炸堤成功。1938年7月移防湖北参加武汉会战。1939年1月14日编入廖磊的第21集团军。1939年4月28日编入李品仙的第11集团军。参加了随枣会战、1939年9月厉鼎璋任第56师代师长，参加1939年冬季攻势作战。1940年2月厉鼎璋任第56师师长。1940年隶属第五战区并进行整编，将第34师该隶新编第十二军，同时增设第38补训处。该军仅保留下一个正规师。1940年5月参加枣宜会战，战后移驻保康县歇马河休整。1940年9月11日编入冯治安的第33集团军。1941年，桂振远任第38补充兵训练处处长。1941年9月第38补训处组建暂编第51师，贺光谦任师长。1941年10月在当阳阻击日军。1942年6月奉命越过平漢路进入大别山区。1942年8月厉鼎璋任第39军副军长。9月刘和鼎兼任豫皖鄂边区党政分会豫鄂皖党政总队长，驻罗田县滕家堡（今胜利镇）。1943年1月3日编入李品仙的第21集团军，日军进攻安徽临时省会立煌县，东路由滕家堡入皖境，第三十九军避开日军，导致立煌事变。1943年3月17日刘尚志继任军长，厉鼎璋、黄铎五（历任军参谋处长、参谋长）任副军长。1943年11月至1944年4月，该军先后参加了常德会战和豫中会战。1945年6月刘尚志升任第10集团军副总司令，该军被裁减。原所辖的第56师改隶第九十二军，暂编第51师裁减。

## 第九十五军改组（第三次组建）
1946年5月，西康省的刘文辉第九十五军一度称第三十九军，再改编为整编第39师。

## 整编第8师（第四次组建）
1948年7月李弥率整编第八军军部由胶东海运上海转赴徐州，整编第8师、整编第9师从秦皇岛海运上海赴徐州。留守烟台的整编第103旅（前身为黔军）与新建第147旅合编为整编第8师。9月改为第三十九军。
- 军长王伯勋（原为第八军副军长，贵州安龙人）/1949年1月程鹏
- 副军长程鹏（原为第103师师长，贵州织金人）
- 参谋长张季
- 第103师：整103旅改编。师长程鹏/曾元三，副师长陈一匡，参谋长牟龙光
- 第147师：1948年初，山东保安第五纵队改编新编第2旅。旅长张家宝，副师长刘体仁，参谋长张扬
- 第91师：李弥第13兵团的3个独立团编成。师长张体仁。在上海编入该军。未参加淮海战役

1948年10月第三十九军放弃烟台，10月21日海运增援锦西，编入辽沈战役的东进援锦兵团，进攻塔山。辽沈战役后海运南调蚌埠。11月编入第六兵团，参加淮海战役救援黄维兵团的作战。11月17至27日北攻宿县，12月3至17日向西策应第12兵团。1949年1月10日淮海战役结束后，该军由安徽蚌埠调粤北曲江，改隶华南军政长官公署，王伯勋调任第八十九军军长，程鹏继任军长职。在广东战役中，1949年10月11日第307团在佛冈被歼灭，16日第103师曾元三、副师长陈一匡、参谋长牟龙光率4000余人在在三水接受解放军第十四军和平改编，17日第147师第441团在高明县松柏坑被歼，19日第91师师长刘体仁、参谋长龙骧率2700余人在鹤山县宅梧投诚，24日至26日第147师（师长张家宝）残部在阳春、阳江地区被歼，军部约千余人经雷州半岛、进驻海南岛榆林港安游，重新组建第91师。最终赴台编入第五十军。